# Anton Pavlovitch Aleksiano
 (février 2018).
Si vous disposez d'ouvrages ou d'articles de référence ou si vous connaissez des sites web de qualité traitant du thème abordé ici, merci de compléter l'article en donnant les références utiles à sa vérifiabilité et en les liant à la section « Notes et références ».
Anton Pavlovitch Aleksiano (en russe : Антон Павлович Алексиано), né en 1750 et mort le 21 décembre 1810, est un amiral russe d'origine grecque, participant à deux guerres russo-turques.

## Famille
Frère de Panagioti Pavlovitch Aleksiano.

## Biographie
Anton Pavlovitch Aleksiano commença sa carrière comme volontaire dans la Marine impériale de Russie, au cours de la guerre russo-turque de 1768-1774 placé sous le commandement du vice-amiral Grigori Andreïevitch Spiridov, en mer Égée, il prit part à la bataille de Navarin (10 avril 1770, à la bataille de Chesmé (5 juillet au 7 juillet 1770). Il entra officiellement dans la Marine impériale de Russie au grade d'adjudant. Sous le commandement du capitaine 2e rang Mikhaïl Gavrilovitch Kozhoukhov, il prit part à une expédition au large des côtes de Syrie et participa à la prise de Beyrouth. En 1774, à bord du navire Saratov (Саратов), il prit part à une expédition. En 1775, affecté dans la flotte de la Baltique, il navigua à bord de la frégate Saint-Paul (Св-Павел).
En 1780, à bord du bâtiment de guerre Slava Rossii (Слава России), Aleksiano entreprit une nouvelle expédition en Méditerranée mais fit naufrage au large de Toulon.
en 1782, Anton Pavlovitch Aleksiano navigua en mer du Nord au sein d'une escadre placée sous le commandement du contre-amiral Alexandre Ivanovitch Kryuys (1731-1799).
En 1786, Anton Pavlovitch Aleksiano fut transféré de la flotte de la Baltique à la flotte de la mer Noire, il reçut son affectation pour le port de Kherson où il continua à servir la Russie impériale. En 1787, le commandement du navire de transport Polotsk (Полоцк) lui fut confié.
En 1788, au cours de la guerre russo-turque de 1787-1792, au grade de capitaine 2e rang (grade correspondant à celui de lieutenant-colonel dans l'infanterie ou l'armée de l'air), en mer Noire, Anton Pavlovitch Aleksiano commanda la frégate Taganrog (Таганрог), plus tard ce bâtiment de guerre porta le nom de Ieromin (Иероним), dans une escadre placée sous le commandement du contre-amiral Marko Ivanovitch Voïnovitch (1750-1807), il prit part à la bataille de Fidonisi, sous le commandement du contre-amiral Fiodor Fiodorovitch Ouchakov, il participa au bombardement de la ville d'Anapa, à la bataille du détroit de Kertch. En raison de son excellente attitude au cours de cette campagne militaire, il fut promu capitaine 1er rang (grade correspondant à celui de colonel dans l'infanterie ou l'armée de l'air).
Au sein de l'escadre du contre-amiral Fiodor Fiodorovitch Ouchakov il prit part à la libération des îles Ioniennes (1798-1800). En qualité de commandant du bâtiment de guerre Bogoïavlenie Gospodie (Богоявление Господне - Épiphanie de Dieu), il fut impliqué dans la prise des îles Khitira et Zante, mais également dans la prise de la forteresse de Corfou et la capture de 18 canons à l'ennemi. Au terme de cette campagne militaire, il fut promu contre-amiral (1801) et le 16 août 1805 vice-amiral.

## Décès
Anton Pavlovitch Aleksiano est mort le 21 décembre 1810.

## Distinctions
- 26 novembre 1788 : Ordre de Saint-Georges (quatrième classe)
- Ordre de Saint-Vladimir (quatrième classe)